# Nebenprodukt
Ein Nebenprodukt (auch Nebenerzeugnis genannt) ist in der Betriebswirtschaftslehre und der Produktionstechnik ein Produkt, das bei einem Fertigungsverfahren anfällt, dessen Hauptzweck nicht auf die Produktion dieses Wirtschaftsobjekts gerichtet ist.
Diese Legaldefinition findet sich in § 4 KrWG und grenzt das Nebenprodukt vom Abfallprodukt ab, wenn das Nebenprodukt insbesondere integraler Bestandteil des Produktionsprozesses ist und legal weiter verwendet wird. Diese Bestimmung beruht auf Art. 5 Richtlinie 2008/98/EG des Europäischen Parlaments und des Rates vom 19. November 2008 über Abfälle und zur Aufhebung bestimmter Richtlinien, die vorschreibt, „dass ein Stoff oder Gegenstand, der das Ergebnis eines Herstellungsverfahrens ist, dessen Hauptziel nicht die Herstellung des betreffenden Stoffes oder Gegenstands ist, nicht als Abfall, sondern als Nebenprodukt betrachtet wird.“ Dieser EU-Richtlinie kommt es vor allem auf die Abgrenzung von Nebenprodukten zu Abfällen an.
Nebenprodukte gibt es ausschließlich in der Kuppelproduktion, wo in der Produktion von Grundstoffen aus chemischen/physikalischen/technischen Gründen neben dem eigentlichen Hauptprodukt (etwa Motorenbenzin in Raffinerien, Gas in Gaswerken) zwangsläufig auch Nebenprodukte (leichtes Heizöl bzw. Koks und Teer) anfallen. Nicht nur in der Industrie, sondern auch bei der Agrarproduktion fallen Nebenprodukte an, so etwa die Spreu beim Dreschen von Getreide. Diese kann als Raufutter weiter verwendet werden.

## Rechtsfragen
Nebenprodukt ist ein Rechtsbegriff, der außer im KrWG auch in Art. 3 Nr. 1 Verordnung (EG) Nr. 1069/2009 des Europäischen Parlaments und des Rates vom 21. Oktober 2009 auftaucht, worin „tierische Nebenprodukte“ als „ganze Tierkörper oder Teile von Tieren oder Erzeugnisse tierischen Ursprungs beziehungsweise andere von Tieren gewonnene Erzeugnisse, die nicht für den menschlichen Verzehr bestimmt sind, einschließlich Eizellen, Embryonen und Samen“ definiert sind.
Biomasse sind nach § 2 Abs. 2 Nr. 3 BiomasseV unter anderem auch Abfälle und Nebenprodukte pflanzlicher und tierischer Herkunft aus der Land-, Forst- und Fischwirtschaft.

## Beispiele
Bei der Verarbeitung vieler Naturprodukte oder Grundstoffe fallen zwangsläufig folgende Nebenprodukte an:
| Grundstoff                     | Hauptprodukt | Nebenprodukte                         |
| ------------------------------ | ------------ | ------------------------------------- |
| Zuckerrüben                    | Rübenzucker  | Melasse, Carbokalk und Rübenschnitzel |
| Zuckerrohr                     | Rohrzucker   | Melasse, Bagasse                      |
| Hart- und Weichkäseherstellung | Käse         | Süßmolke, Süßmolkenpulver             |
| Quarkherstellung               | Quark        | Sauermolke, Molkenkäse                |
| Biomasse                       | Ethanol      | Trockenschlempe                       |
| Thomasverfahren                | Stahl        | Thomasmehl                            |
| Bierherstellung                | Bier         | Treber                                |
| Weinherstellung                | Wein         | Tresterbrand                          |

Nebenprodukte von Sägespänen sind gepresste Briketts oder Pellets für Heizzwecke, mengenmäßig überwiegendes Nebenprodukt der Pflanzenölerzeugung ist der Presskuchen, z. B. Rapskuchen. In Erdölraffinerien ist das Raffineriegas ein typisches Nebenprodukt bei der Erdölraffination. Dabei weisen die Raffineriegase folgende Nebenprodukte auf:
| Nebenprodukt | Rohöl- destillation | Katalytisches Cracken | Hydrocracken |
| ------------ | ------------------- | --------------------- | ------------ |
| Wasserstoff  | 0                   | 10,7                  | 20,2         |
| Methan       | 21,4                | 17,7                  | 38,9         |
| Ethen        | 0                   | 4,6                   | 0            |
| Ethan        | 20,3                | 13,5                  | 4,1          |
| Propen       | 0                   | 13,7                  | 0            |
| Propan       | 27,2                | 11,2                  | 9,7          |
| Butene       | 0                   | 15,5                  | 0            |
| Butan        | 31,0                | 13,1                  | 27,1         |

Braunkohlenweichkoks (Grude) fällt bei der Tieftemperaturverkokung an, Flüssiggas ist das Nebenprodukt bei der Rohölverarbeitung in Raffinerien.

## Wirtschaftliche Aspekte
Da die Herstellung von Haupt- und Nebenprodukten weitgehend zeitgleich stattfindet, handelt es sich in der Produktionswirtschaft um Mehrproduktunternehmen. Die Kosten- und Leistungsrechnung ist in Mehrproduktunternehmen sehr viel schwieriger als bei Einproduktunternehmen, weil jedes Produkt als Kostenträger individuell betrachtet werden muss. Die schwierige Kostenzurechnung lässt sich am besten lösen, indem die Umsatzerlöse aus den Nebenprodukten von dem Gesamtkosten abgezogen und sodann die Restkosten auf die Hauptprodukte verteilt werden:
```
   
Umsatzerlöse
 Nebenprodukte
   - 
Kosten
 der 
Weiterverarbeitung
 der Nebenprodukte
   - 
Vertriebskosten
 der Nebenprodukte
   = 
Deckungsbeitrag
 der Nebenprodukte
```

Hierbei lässt sich im Rahmen der Kostenkontrolle überwachen, inwieweit die Vermarktung der Nebenprodukte die Kosten ihrer Weiterverarbeitung und ihre Vertriebskosten deckt. Die durch die Verarbeitung entstehenden Kosten fallen auf spezifischen Nebenkostenstellen an.

## Abgrenzung zu Abfall
Vielfach werden heute Nebenprodukte nicht mehr – wie meist früher – deponiert oder verbrannt, sondern einer Wiederverwertung zugeführt. Nach heutiger Auffassung handelte es sich hierbei jedoch um Abfälle und nicht um eine Wiederverwertung, da diese Stoffe vorher nie verwendet worden waren. 
Nach dem in der Europäischen Union maßgeblichen Begriffsverständnis kann ein Stoff oder Gegenstand, der das Ergebnis eines Herstellungsverfahrens ist, dessen Hauptziel nicht die Herstellung des betreffenden Stoffes oder Gegenstands ist, sowohl Abfall als auch Nebenprodukt sein. Der entscheidende Unterschied ist die Verwendbarkeit bzw. die Bestimmung, wie man weiter damit umgeht. Als Nebenprodukt (und damit nicht etwa als Abfall zur Verwertung) gilt das Produkt demnach unter folgenden Voraussetzungen:
- es ist sicher, dass der Stoff oder Gegenstand weiter verwendet wird;
- der Stoff oder Gegenstand kann direkt ohne weitere Verarbeitung, die über die normalen industriellen Verfahren hinausgeht, verwendet werden;
- der Stoff oder Gegenstand wird als integraler Bestandteil eines Herstellungsprozesses erzeugt und
- die weitere Verwendung ist rechtmäßig, d. h. der Stoff oder Gegenstand erfüllt alle einschlägigen Produkt-, Umwelt- und Gesundheitsschutzanforderungen für die jeweilige Verwendung und führt insgesamt nicht zu schädlichen Umwelt- oder Gesundheitsfolgen.[6]

Die EU-Mitgliedstaaten haben den Auftrag, die Verwendbarkeit durch geeignete Verfahren und Vorschriften zu fördern. Die EU erkennt dabei insbesondere eine Chance in sogenannten reproduzierbaren Industriesymbioseverfahren.